# Vladimír Mikulka
Vladimír Mikulka (* 11. Dezember 1950 in Prag) ist ein tschechischer klassischer Gitarrist.

## Leben
Mikulka begann mit dreizehn Jahren Gitarre zu spielen. Er wurde mit 17 Jahren Student bei Professor Jiří Jirmal am Prager Konservatorium, wo er bis 1974 studierte. Er leitete Meisterklassen und gab Konzerte in der ganzen Welt. So führte er 1980 das für ihn komponierte Werk The Prince’s Toys von Nikita Koschkin in Paris auf. Außerdem produzierte er für das französische Fernsehen und Radio. Er spielte Kompositionen von Štěpán Rak, Michail Rudnev, Einojuhani Rautavaara, Milan Tesar, Pierre Ancelin, Antonio Ruiz-Pipó, John Duarte und Patrice Sciortino auf CD ein. 1981 studierte er am Early Music Centre in London Laute. Mikulka lebt in Frankreich, ließ sich 1982 in Paris nieder und unterrichtet am Conservatoires de la Ville de Paris sowie an der Schola Cantorum.

## Preise
- Erster Preis Concours International de Guitare von Radio France in Paris (1970)

## Diskografie
- 1996: Nikita Koshkin: The Prince’s Toys
- 1996: Iberoamerican Guitar Music
- 1996: Classics From Bohemia
- 2008: Most Relaxing Guitar Music In the Universe
- 2009: The Ultimate Most Relaxing Guitar Music in the Universe